# Крута Балка (Богодухівський район)
Крута Ба́лка —  село в Україні, у Валківській міській громаді Богодухівського району Харківської області. Населення становить 25 осіб. До 2020 орган місцевого самоврядування — Благодатненська сільська рада.

## Географія
Село Крута Балка знаходиться за 2 км від села Новоселівка і за 4 км від села Благодатне, на відстані 1 км розташована балка Антонів Терен в якій бере початок один з витоків річки Чутівка.

## Історія
12 червня 2020 року, розпорядженням Кабінету Міністрів України № 725-р «Про визначення адміністративних центрів та затвердження територій територіальних громад Харківської області», увійшло до складу Валківської міської громади.
19 липня 2020 року, в результаті адміністративно-територіальної реформи та ліквідації Валківського району, село увійшло до складу Богодухівського району.